# رامیا سوبرامانیان
رامیا سوبرامانیان (به انگلیسی: Ramya Subramanian) بازیگر هندی است.
از کارهای معروف او می‌توان به بازی در فیلم‌های تن‌پوش اشاره کرد.

## فیلم‌شناسی
فهرست برخی از فیلم‌هایی که رامیا سوبرامانیان در آن‌ها به ایفای نقش پرداخته‌است:
- بازی فریب-۲۰۱۱
- اوه عشق مردمک چشم-۲۰۱۵
- ماسو نام مستعار ماسیلامانی-۲۰۱۵
- بازی تمام شد-۲۰۱۹
- تن‌پوش-۲۰۱۹
- مستر-۲۰۲۰